# Правобранилаштво Републике Српске
Правобранилаштво Републике Српске је самостални орган који у поступку пред судовима и другим државним органима предузима правна средства ради заштите имовинских права и интереса Републике Српске, града, општине и њихових органа и организација који немају својство правног лица и нису уписани у судски регистар, а финансирају се из Буџета Републике Српске.

## Састав
Функцију Правобранилаштва врши правобранилац, који је за свој рад одговоран Народној скупштини Републике Српске.
Правобранилац има одређени број замјеника које, на предлог министра правде, утврђује Народна скупштина Републике Српске. Има и помоћнике чији се број утврђује Правилником о унутрашњој организацији и систематизацији радних мјеста.
Правобраниоца и замјеника правобраниоца бира Народна скупштина Републике Српске, на предлог министра правде.

## Надлежности
Правобранилаштво даје мишљења субјектима, које по закону заступа, приликом закључивања привредних уговора који регулишу имовинско-правна питања.
Правобранилаштво даје мишљења на имовинско-правне уговоре са елементима иностраности које закључи Република Српска или правна лица, као и на уговоре којима се прибавља или отуђује непокретност наведених субјеката.
Правобранилаштво прије покретања поступка пред надлежним судом или другим државним органом може предузети мјере ради покушаја закључења вансудске нагодбе, уз претходно прибављање писмене и овјерене сагласности странке коју заступа, на нагодбу таквог садржаја, а може учествовати и у поступцима медијације, под истим условима.
Може пред Уставним судом предлогом покренути поступак за оцјену уставности закона и законитости других прописа и општих аката, кад оцијени да су повређена имовинска права и интереси субјеката које по закону заступа.
Правобранилаштво послове заступања органа и правних лица врши у свим судским и управним поступцима, а у управним споровима може заступати органе који су тужени, ако му је за то дато овлаштење.

## Територијална организација
Сједиште Правобранилаштва је у Бањој Луци.
Правобранилаштво Републике Српске, у предузимању активности из своје надлежности, заступа градове и све општине у Републици Српској, и организовано је по сједиштима замјеника, и то:
1. Сједиште замјеника Бања Лука
2. Сједиште замјеника Бијељина
3. Сједиште замјеника Добој
4. Сједиште замјеника Приједор
5. Сједиште замјеника Фоча
6. Сједиште замјеника Требиње
7. Сједиште замјеника Источно Сарајево
8. Сједиште замјеника Власеница